# Cathelijn Peeters
Cathelijn Peeters (Dongen, 6 november 1996) is een Nederlandse atlete, gespecialiseerd in de 400 m horden en 400 m. Op het eerste onderdeel is zij vijfvoudig nationaal kampioene en behaalde ze in 2024 een bronzen medaille op de EK in Rome. Op het tweede onderdeel werd zij in 2023 samen met Femke Bol, Lieke Klaver en Eveline Saalberg op de 4 × 400 m estafette zowel Europees kampioene indoor als wereldkampioene outdoor. In 2024 voegde zij daar, samen met Bol, Klaver en Lisanne de Witte, de wereldindoortitel en de Europese outdoortitel aan toe. Bij de eerste drie gelegenheden zette zij tevens de Nederlandse indoor- respectievelijk outdoorrecords op dit onderdeel mede op haar naam. Vervolgens nam zij deel aan de Olympische Spelen in Parijs, die haar een gouden en een zilveren medaille opleverden, waarbij tevens het nationale record op de 4 × 400 m scherper werd gesteld.

## Biografie

### Atletieknest
Peeters startte haar atletiekcarrière bij Atledo in Dongen maar is sinds 2016 lid van Sportclub Prins Hendrik in Vught. Ze komt uit een echt atletieknest. Haar oma, Riet Jonkers-Slegers, werd in 1963 op 19-jarige leeftijd de allereerste Nederlandse kampioene veldlopen bij de vrouwen. Op latere leeftijd maakte die furore in de Mastersatletiek, vestigde wereldrecords en veroverde titels in diverse leeftijdscategorieën en was ook in breder opzicht een drijvende kracht voor de atletiekbeoefening op leeftijd. In 1999 werd zij hiervoor door de KNAU onderscheiden met de toekenning van de 'Veteranenbeker'. Vader René Peeters was begin jaren negentig een uitstekende middellangeafstandsloper met beste tijden van 1.50,7 en 2.26,1 op respectievelijk de 800 en 1000 m en een zevende plaats op de 800 m tijdens de Nederlandse kampioenschappen in 1992. Ook diens broer Ad kon er, getuige een beste 800 metertijd van 1.53,22, wel wat van.

### Accent verschuift van studie naar atletiek
Cathelijn Peeters zelf studeerde 'Moleculair and Cellular Life Science' aan de Universiteit van Utrecht en hoewel zij al wel aan atletiek deed, waren haar dagelijkse bezigheden toch vooral gericht op haar studie. Illustratief in dit verband is, dat zij in 2013 in het kader van haar studie als stagiaire aanwezig was bij de Europese indoorkampioenschappen Masters 2013 in San Sebastian, waar zij in de callroom atleten met raad en daad terzijde stond, terwijl haar oma als deelneemster intussen prijzen veroverde. Zelf veroverde zij dat jaar bij de B-junioren haar eerste NK-medaille, een zilveren, bij het kogelslingeren. Een jaar later volgde daarop bij de A-junioren een bronzen plak op de 400 m horden, waarna zij in 2015 haar tijd bij de junioren afrondde met opnieuw brons, nu weer bij het kogelslingeren.
Vanaf 2018 meldde Cathelijn Peeters zich bij de senioren aan als deelneemster op de 400 m bij de Nederlandse indoorkampioenschappen, maar verder dan de series kwam zij de eerste keren nog niet. Een finale behalen lukte pas voor het eerst in 2019 op de NK outdoor, maar toen was het op de 400 m horden ook gelijk raak met een bronzen medaille. Was het toeval dat zij kort ervoor inmiddels haar studie succesvol had afgerond?
In de jaren die volgden waren de achtereenvolgende veroveringen van de nationale titel op de 400 m horden haar voornaamste prestaties, al gebiedt de eerlijkheid hierbij te vermelden dat hordenspecialiste Femke Bol er op die NK's de voorkeur aan gaf om deel te nemen aan de 200 m om al doende haar sprintsnelheid aan te scherpen. De prestaties van Peeters gingen in die jaren echter gestaag vooruit. Van 2020 tot en met 2022 wist zij haar persoonlijk beste prestaties op zowel de 400 vlak als de 400 met horden met ongeveer vier seconden te verbeteren.

### 2022: Doorbraak
Hoewel Peeters in 2020 en 2021 al nationaal kampioene was geworden op de 400 m horden, kwam haar echte doorbraak naar de top in het indoorseizoen van 2022. Ze was toen al 25. Voorafgaand waren haar beste tijden op de 400 m 56,50 (outdoor) en 56,78 (indoor). Na een aantal tussentijdse verbeteringen piekte ze bij de NK indoor in de series met een tijd van 53,56. Hiermee plaatste ze zich verrassend voor de finale, waarin ze zesde werd. Omdat voor de WK indoor in Belgrado een maand later alleen de top vijf van de vrouwen werd geselecteerd voor de 4 × 400 m estafette, bleef een internationaal debuut nog uit.

### 2022: Onfortuinlijk WK-debuut
De 53,34 s die Peeters in 2022 op de 400 m zonder obstakels op de klokken zette, was voor de Atletiekunie overtuigend genoeg om haar op te nemen in de selectie die werd uitgezonden naar de wereldkampioenschappen in Eugene. Daar kwam zij in actie in de series van de 4 × 400 m estafette waarin het team, dat verder bestond uit Hanneke Oosterwegel, Lieke Klaver en Femke Bol, als derde finishte. Doordat er tijdens de wissel tussen Klaver en Peeters echter een fout werd gemaakt (het stokje viel op de baan en rolde 20 cm verder, voordat Peeters het weer te pakken kreeg), werd het Nederlandse team gediskwalificeerd. De hierdoor opgelopen achterstand die door Femke Bol als laatste loopster na een gigantische inhaalrace alsnog werd omgezet in een derde plaats, bleef daarmee onbeloond.

### 2023: Goud op EK indoor
In 2023 lag het accent allereerst op het indoorseizoen. De Europese indoorkampioenschappen in Istanbul stonden immers op het programma. In de aanloop er naartoe nam Peeters deel aan de NK indoor, waar zij, net als in voorgaande jaren, uitkwam op de 400 m. De finale hiervan ging de boeken in als de legendarische race van Femke Bol die, opgejaagd door Lieke Klaver, in 49,26 het wereldindoorrecord van 49,59 van Jarmila Kratochvílová uit 1982 verpulverde. De prestaties van de overige deelneemsters vielen in de euforie direct na finish van Bol in het niet, hoewel tussen hen eveneens hard werd gevochten. De Europese indoortitel op de 4 × 400 m estafette van 2021 diende immers te worden verdedigd en dus was het zaak om naast Bol en Klaver een plaats te veroveren in de selectie voor dit estafetteteam. Die strijd besliste Peeters in haar voordeel, want in 53,11 finishte zij als derde, een prestatie waarmee zij haar plek in het team zeker stelde. Het bleek de opmaat naar het eerste grote succes in de atletiekcarrière van Peeters, want in de Turkse hoofdstad ging het Nederlandse viertal, in de volgorde: Lieke Klaver, Eveline Saalberg, Cathelijn Peeters en Femke Bol vanaf de start aan kop om die gedurende de gehele race niet meer af te staan en de 4 × 400 m estafette afgetekend te winnen in 3.25,66, een verbetering van het vorige record uit 2021 met ruim anderhalve seconde.

### 2023: Kwalificatie voor WK en OS
In de eerste maanden van het outdoorseizoen 2023 ontwikkelde Peeters zich spectaculair. Op de 400 m doorbrak zij al in mei de 53 seconden grens. Op 20 mei kwam zij op haar thuisbaan in Vught tot een tijd van 52,98, een PR dat zij enkele weken later in het voorprogramma van de FBK Games alweer bijstelde tot 52,19. Op haar favoriete onderdeel, de 400 m horden, was zij intussen op Hemelvaartsdag tijdens de Harry Schulting Games met 55,98 voor het eerst onder de 56 seconden gedoken, waarna de verbeteringen op dit onderdeel elkaar in rap tempo opvolgden. Via tijden van 55,44 eind mei en 54,65 begin juni kwam Peeters in juli bij wedstrijden in Madrid tot een PR-prestatie van 54,56. Hiermee had zij zich op de 400 m horden achter Femke Bol niet alleen opgewerkt naar de tweede plaats op de Nederlandse ranglijst aller tijden, maar had zij bovendien kwalificatie voor de WK in Boedapest afgedwongen en zich geplaatst voor de Olympische Spelen van 2024.
Eind juli, tijdens de NK in Breda, bevestigde Peeters haar groeiende vorm door zonder enige tegenstand van betekenis op de 400 m horden naar haar vierde nationale titel op rij te snellen in een kampioenschapsrecord van 54,95 s. Opnieuw een prestatie binnen de 55 seconden dus op dit onderdeel, een grens die zij nog geen twee maanden ervoor voor het eerst had doorbroken. Om aan de vooravond van het WK in Boedapest haar waarde voor het estafetteteam te onderstrepen liep ze een week later nog een 400 m in Leuven. Met 51,73 behaalde ze hier wederom een dik persoonlijk record.

### 2023: WK-goud op de 4 × 400 m
Op de WK in Boedapest nam Peeters deel aan twee onderdelen, de 400 m horden en de 4 × 400 m estafette. Op het eerste onderdeel drong zij door tot de halve finale, waarin zij als vijfde eindigde in 54,63 (14e totaal); hiermee bleef zij slechts zevenhonderdste seconde verwijderd van haar een maand eerder gelopen PR. Op de 4 × 400 m estafette bereikte zij vervolgens een absoluut hoogtepunt in haar atletiekloopbaan door als lid van het Nederlandse team, dat verder bestond uit Eveline Saalberg, Lieke Klaver en Femke Bol, op sensationele wijze de wereldtitel te veroveren. Nadat Cathelijn Peeters als derde loopster ervoor had gezorgd, dat de kop van het veld binnen handbereik bleef, sleepte laatste loopster Femke Bol na een spannende eindsprint de winst uit het vuur en werd Nederland voor het eerst in de historie wereldkampioen op de 4 × 400 m estafette in de Nederlands recordtijd van 3.20,72.

### 2024: Goud op WK indoor
In het indoorseizoen van 2024 pakte Peeters de draad weer voortvarend op met verbeteringen van haar indoor-PR op de 400 m. De 52,92 van 2023 werd via 52,59 bij de PEC-indoor en 52,51 bij de IFAM indoor in Gent teruggebracht tot 52,01 in de series van de NK indoor. De finale een dag later werd bijna een kopie van die van een jaar eerder. Femke Bol liep weer een wereldrecord (49,24), Lieke Klaver werd in een fraai PR van 50,10 tweede en Cathelijn Peeters finishte weer als derde (52,08). Haar prestaties leverden Peeters een plek op in het 4 × 400 m estafetteteam dat bij de WK indoor in Glasgow in de volgorde Lieke Klaver, Cathelijn Peeters, Lisanne de Witte en Femke Bol van kop af aan naar goud liep in een nieuw Nederlands indoorrecord van 3.25,07.

### 2024: Definitieve OS-kwalificatie
Tijdens een kort trainingskamp op Curaçao in april stelde Peeters tijdens wedstrijden in Willemstad haar PR op de 400 m verder naar beneden toe bij tot 51,08. Dit ter voorbereiding op de World Athletics Relays in Nassau, Bahama's, begin mei, waar de eerder door de 4 × 400 m estafetteploeg verworven kwalificatie voor de EK in Rome en de Spelen in Parijs nog eens moest worden bevestigd. Dit zou voor de regerende wereldkampioenes op deze estafette geen probleem moeten zijn. Echter diende in dit toernooi ook de 4 × 400 m gemengde estafette zich te kwalificeren. Dus moesten de krachten van de 400 meterselectie bij de vrouwen zo efficiënt mogelijk over beide estafettevormen worden verdeeld. Er werd voor gekozen om Femke Bol en Lieke Klaver in te zetten op de gemengde estafette, terwijl de overige atletes van de selectie kwalificatie op de 4 × 400 m voor vrouwen moesten zien te bevestigen. Daartoe was in hun serie een finish bij de eerste twee een vereiste. Dat lukte echter niet. Eveline Saalberg, Myrte van der Schoot, Lisanne de Witte en Cathelijn Peeters eindigden in 3.28,10 als derde. Nu hing definitieve kwalificatie af van deelname aan de herkansingsronde, waarin het Nederlandse kwartet hoe dan ook bij de eerste twee moest zien te finishen, hetgeen lukte. Hetzelfde viertal als in de serie won deze race in 3.27,45. Deelname in Rome en Parijs was veiliggesteld.

### 2024: Individueel brons op EK in Rome
Op 26 mei vervolgde Peeters haar baanseizoen door tijdens de 'IFAM meeting' in Brussel meteen bij haar eerste wedstrijd over 400 m horden de winst te pakken in een persoonlijk record van 54,32. Twee dagen later deed ze het tijdens de Golden Spike Ostrava zelfs nog iets beter met 54,31. Op dat moment had zij de snelste Europese jaartijd achter haar naam staan, wat haar wellicht hielp om voor het eerst in haar carrière binnen te komen in een Diamond League Meeting. In Stockholm beleefde Peeters echter een off-day. Ze finishte in 56,03 als zevende.
Bij de EK in Rome kwam Peeters eerst in actie op de 400 m horden. In haar serie wist ze nipt als tweede te finishen in 54,66, waarmee ze zich als achtste en langzaamste kwalificeerde voor de finale. Het verschil met de nummer twee was echter maar drie tienden, waardoor duidelijk was dat de strijd om zilver en brons open lag. Femke Bol was een klasse apart en favoriet voor goud. Een dag later liep Peeters vanuit de buitenbaan in 54,37 naar het brons achter Femke Bol (52,49) en de Française Louise Maraval (54,23). Het was haar eerste individuele internationale medaille.
Op de laatste dag van het toernooi maakte Peeters deel uit van het viertal op de 4 × 400 m estafette. Eveline Saalberg, Anne van de Wiel, Myrte van der Schoot en Lisanne de Witte hadden eerder in de series deelname aan de finale afgedwongen. Het Nederlandse team liep in de finale in de volgorde Klaver, Peeters, De Witte en Bol onbedreigd naar de overwinning in 3.22,39 en prolongeerde hiermee de titel van 2022 in München.

### 2024: Olympische Spelen in Parijs
Op 2 augustus, de tweede dag van het atletiekprogramma op de Olympische Spelen in Parijs en de eerste in het Stade de France, maakte Peeters haar olympisch debuut. Zij kwam in actie in de series van de 4 × 400 m gemengde estafette, samen met Eugene Omalla, Lieke Klaver en Isaya Klein Ikkink; Peeters liep als laatste loopster in plaats van Femke Bol, die gespaard werd voor de finale. Het Nederlandse kwartet liep een sterke race, waarin Peeters vanuit derde positie bij de wissel wist door te trekken naar de tweede plaats om te finishen in 3.10,81, 0,2 seconden achter de winnende Britten. De finale was zeker gesteld. Een dag later liepen Omalla, Klaver, Klein Ikkink en Bol, die als laatste loopster met een snoeiharde eindsprint drie plaatsen goed maakte, verrassend naar het goud in 3.07,43, slechts 0,02 seconden boven het wereldrecord dat het Amerikaanse team de dag ervoor in haar serie had gevestigd. De winnende tijd betekende wel een forse verbetering van het Europese record van 3.09,87, dat sinds 2021 op naam had gestaan van een Pools team. Het leverde vijf gouden plakken op, want Peeters kreeg er voor haar aandeel in de series eveneens een. Een beter olympisch debuut is nauwelijks denkbaar. 
De dag na deze gouden finale kwam Peeters opnieuw in actie, ditmaal op de 400 m horden, waarop zij in haar serie vierde werd in 54,84. Hiermee kwalificeerde zij als een van de drie tijdsnelsten voor de halve finale. Hierin eindigde zij als zevende in 55,20, onvoldoende om de finale te bereiken.
Op 10 augustus volgde voor Peeters het laatste optreden op de Spelen: de finale van de 4 × 400 m estafette bij de vrouwen. Een dag eerder hadden Eveline Saalberg, Lieke Klaver, Myrte van der Schoot en Lisanne de Witte in hun serie die finaleplaats zeker gesteld door achter Jamaica tweede te worden in 3.25,03. Ditmaal streed Nederland in de sterkst denkbare opstelling in de volgorde Klaver, Peeters, De Witte en Bol met de Britse en Ierse teams om het zilver achter het onbereikbare team van de Verenigde Staten, dat met overmacht won in 3.15,27, slechts 0,1 seconde boven het oeroude, uit 1988 stammende wereldrecord van een ploeg uit de Sovjet-Unie. Andermaal moest laatste loopster Femke Bol een van haar fameuze eindsprints inzetten om eerst haar Ierse en vervolgens haar Britse tegenstandster te achterhalen en de zilveren medaille voor Nederland veilig te stellen. De totaaltijd van het Nederlandse viertal was 3.19,50, een nationaal record en voor het eerst een tijd onder de 3.20.
Het olympische debuut van Peeters resulteerde aldus in een gouden en zilveren medaille, het hoogtepunt in de carrière van de Brabantse.

### 2025: EK indoor in Apeldoorn
Cathelijn Peeters kende een succesvol indoorseizoen in 2025 met als hoogtepunt het behalen van goud op de 4 × 400 m estafette tijdens de EK indoor in Apeldoorn. Samen met Lieke Klaver, Nina Franke en Femke Bol liep het Nederlandse team naar een kampioenschaps- en nationaal record van 4.24,34. De finale kende een spannend verloop: aanvankelijk werd het Nederlandse team gediskwalificeerd vanwege vermeend hinderen van het Britse team bij de wissel tussen Peeters en Bol. Na een succesvol protest werd de diskwalificatie ingetrokken en bleef het goud behouden.
Individueel liet Peeters eveneens sterke prestaties zien. Tijdens de NK indoor liep ze een persoonlijk record van 51,56 op de 400 m, waarmee ze zilver behaalde achter Lieke Klaver. Tevens kwalificeerde ze zich hiermee individueel voor de EK indoor, waar zij in de halve finales strandde.

## Kampioenschappen

### Internationale kampioenschappen
| Onderdeel         | Titel                    | Jaar       |
| ----------------- | ------------------------ | ---------- |
| 4 x 400 m         | Wereldkampioene          | 2023       |
| 4 x 400 m         | Wereld indoorkampioene   | 2024       |
| 4 x 400 m         | Europees kampioene       | 2024       |
| 4 x 400 m         | Europees indoorkampioene | 2023, 2025 |
| 4 × 400 m gemengd | Olympisch kampioene      | 2024       |

### Nationale kampioenschappen
| Onderdeel    | Titel                | Jaar                         |
| ------------ | -------------------- | ---------------------------- |
| 400 m horden | Nederlands kampioene | 2020, 2021, 2022, 2023, 2024 |

## Persoonlijke records
Outdoor
| Onderdeel    | Prestatie          | Datum            | Plaats               |
| ------------ | ------------------ | ---------------- | -------------------- |
| 100 m        | 11,99 s (+1,0 m/s) | 18 augustus 2024 | Tilburg              |
| 200 m        | 23,89 s (+1,4 m/s) | 18 augustus 2024 | Tilburg              |
| 400 m        | 51,08 s            | 28 april 2024    | Willemstad (Curaçao) |
| 100 m horden | 14,11 s (+0,4 m/s) | 21 augustus 2021 | Merksem              |
| 400 m horden | 54,31 s            | 28 mei 2024      | Ostrava              |

Indoor
| Onderdeel | Prestatie | Datum            | Plaats    |
| --------- | --------- | ---------------- | --------- |
| 200 m     | 24,25 s   | 6 januari 2024   | Dortmund  |
| 400 m     | 51,56 s   | 23 februari 2025 | Apeldoorn |

## Prestatieontwikkeling
| Jaar | 200 m    | 400 m    | 400 m hrd |
| ---- | -------- | -------- | --------- |
| 2012 | 28,73    | 64,49    | 1.10,08   |
| 2013 | 28,5     | 65,43    | 1.09,54   |
| 2014 | 28,1     | 64,34    | 1.07,99   |
| 2015 | 27,81(i) | 62,81(i) | 1.08,02   |
| 2016 | 26,89    | 62,25(i) | 1.05,85   |
| 2017 | 27,40    | 60,44    | 1.05,24   |
| 2018 | 26,52    | 59,31(i) | 1.02,53   |
| 2019 | 25,80    | 57,37    | 59,80     |
| 2020 | 26,11    | 56,78(i) | 1.00,25   |
| 2021 | 25,21    | 55,76(i) | 58,17     |
| 2022 | 24,30    | 53,34    | 56,03     |
| 2023 | 23,91    | 51,73    | 54,56     |
| 2024 | 23,89    | 51,08    | 54,31     |
| 2025 | -        | 51,56(i) | 55,85     |

## Palmares

### 400 m
- 2022: 6e NK indoor - 54,48 s (in serie 53,56 s)
- 2023:  NK indoor - 53,11 s (in serie 52,94 s)
- 2024:  NK indoor - 52,08 s (in serie 52,01 s)
- 2025:  NK indoor - 51,56 s

### 400 m horden
- 2019:  NK - 59,80 s
- 2020:  NK - 60,32 s
- 2021:  Ter Specke Bokaal - 60,93 s
- 2021: 8e EK voor landenteams in Cluj-Napoca - 58,64 s
- 2021:  NK - 58,17 s
- 2022:  NK - 56,51 s
- 2023:  IFAM Meeting in Oordegem - 55,44 s
- 2023:  EK voor landenteams in Chorzów - 54,97 s
- 2023:  NK - 54,95 s (MR)
- 2023: 5e in ½ fin. WK - 54,63 s
- 2024:  IFAM Meeting in Brussel - 54,32 s
- 2024:  Golden Spike Ostrava - 54,31 s
- 2024:  EK - 54,37 s
- 2024:  NK - 55,24 s
- 2024: 7e in ½ fin. OS - 55,20 s (in serie 54,84 s)

Diamond League-resultaten
- 2024: 7e Stockholm Bauhaus Athletics – 56,03 s
- 2024: 6e London Grand Prix - 54,50 s
- 2024: 7e Athletissima - 56,28 s

### 4 × 400 m
- 2022: DQ in serie WK
- 2023:  EK Indoor  - 3.25,66 (NR)
- 2023:  WK – 3.20,72 s (NR)
- 2024:  WK indoor – 3.25,07 (NR)
- 2024:  herk. ronde World Athletics Relays - 3.27,45
- 2024:  EK - 3.22,39
- 2024:  OS - 3.19,50 (NR)
- 2025:  EK indoor - 3.24,34 (NR)

### 4 × 400 m gemengd
- 2024:  OS - 3.07,43 (ER)[5]

## Onderscheidingen
- Sportploeg van het jaar (4 × 400 m) - 2023
- Ridder in de Orde van Oranje-Nassau - 13-08-2024

1983: Walther, Busch, Koch, Rübsam ·
1987: Neubauer, Emmelmann, Schersing, Busch ·
1991: Ledovskaja, Dzjigalova, Nazarova, Bryzgina ·
1993: Torrence, Malone-Wallace, Kaiser-Brown, Miles-Clark ·
1995: Graham, Stevens, Jones, Miles-Clark ·
1997: Feller, Rohländer, Rücker, Breuer ·
1999: Tsjebykina, Gontsjarenko, Kotljarova, Nazarova ·
2001: Richards, Scott, Parris, Fenton ·
2003: Barber, Washington, Richards, Miles-Clark ·
2005: Petsjonkina, Krasnomovets, Antjoech, Pospelova ·
2007: Trotter, Felix, Wineberg, Richards ·
2009: Dunn, Felix, Demus, Richards ·
2011: Richards-Ross, Felix, Beard, McCorory ·
2013: Goesjtsjina, Firova, Ryzjova, Krivosjapka ·
2015: Day, Jackson, McPherson, Williams-Mills ·
2017: Hayes, Felix, Wimbley, Francis ·
2019: Francis, McLaughlin, Muhammad, Jonathas ·
2022: Diggs, Steiner, Wilson, McLaughlin ·
2023: Saalberg, Klaver, Peeters, Bol